# Funeral for a Friend
Funeral for a Friend är ett brittiskt emo- och rockband från Bridgend i Wales. 
Bandet har gett ut fem album. Debuten Casually Dressed and Deep in Conversation följdes av Hours sedan Tales Don't Tell Themselves, Memory And Humanity och Welcome Home Armageddon. Från Tales Dont Tell Themselves har "Into Oblivion", "Walk Away" givits ut som singlar. FFAF berättar att på skivan Memory and Humanity har de bytt stil. Den är väldigt olik Casually Dressed and Deep in Conversation då de har avskaffat det lite screamo-aktiga i sina låtar och låtit Matt Davies sjunga. Av Kerrang!, den brittiska musiktidningen fick de högsta betyg på Tales Dont Tell Themselves.
FFAF har även släppt en DVD som heter Spilling Blood In 8mm. På DVD:n finns allting ifrån live-spelningen som sändes i TV till backstage till deras musikvideor. 
Funeral for a Friend förkortas även som FFAF. Några av deras mest kända låtar är "Red Is the New Black", "The Art of American Football" och "Juneau".
Funeral for a Friend var första bandet någonsin som hamnat på Kerrang!s framsida innan de givit ut något album.
De var förband för My Chemical Romance i Baltiska hallen i Malmö 9 april 2007 och har även turnerat med Bullet for My Valentine i Europa.

## Diskografi (urval)
Album
- Seven Ways to Scream Your Name (2003)
- Casually Dressed & Deep in Conversation (2003)
- Hours (2005)
- Final Hours (2006) (live)
- Back to the Bus (2007)
- Tales Don't Tell Themselves (2007)
- The Great Wide Open (2007) (mini-LP)
- Memory and Humanity (2008)
- Welcome Home Armageddon (2011)
- See You All In Hell (2011)
- Conduit (2013)

EPs
- Between Order and Model (2002)
- Four Ways to Scream Your Name (2003)
- Seven Ways to Scream Your Name (2003)
- Bullet Theory / My Dying Day (2004)
- The Young and Defenceless (2010)
- See You All In Hell (2011)

## Medlemmar
Nuvarande medlemmar
- Matthew Davies-Kreye – sång (2001 - )
- Kris Coombs-Roberts – gitarr, sång (2001 - )
- Gavin Burrough – gitarr, sång  (2010 - ), basgitarr (2008 - 2010)
- Richard Boucher – basgitarr (2010 - )
- Pat Lundy – trummor, slagverk (2012 - )

Tidigare medlemmar
- Michael Davies – sång (2001)
- Kerry Roberts – gitarr (2001 - 2002)
- Matthew Evans – sång (2001 - 2002)
- Andi Morris – basgitarr (2001 - 2002)
- Johnny Phillips – trummor (2001 - 2002)
- Gareth Davies – basgitarr, sång (2002 - 2008)
- Darran Smith – gitarr (2002 - 2010)
- Ryan Richards – trummor, slagverk, skrik (2002 - 2012)